# Tolf folkeviser og melodier
Tolv folkeviser og melodier fra fremmede lande arrangeret for mezzo-sopran eller baryton med akkompagnement af piano is een verzameling composities van Agathe Backer-Grøndahl. In tegenstelling tot de drie eerdere bundels bewerkte volksmuziek en –liedjes vinden deze hun oorsprong niet in Noorwegen maar in het (Noorse)  buitenland. De bundel werd uitgegeven door Warmuth Musikforlag (nrs. 2562-2573). Voor zover bekend heeft de componiste ze zelf nooit uitgevoerd.
De twaalf liedjes zijn:
1. Minnelied von Wizlav IV (Oudduits, 13e-eeuws) in andante in F majeur in 3/4-maatsoort
2. Wiegenlied (Oudduits, Oostenrijk) in andante in G majeur in 2/4-maatsoort
3. Ha, belle blonde (Frans, 14e eeuw) in larghetto in g mineur in 2/4-maatsoort
4. Chanson béarnoise (Frans, Béarn) in andantino in A majeur in 3/4-maatsoort
5. ’t Carillon van Duynkerke (Nederlands/Vlaams) in allegretto in C majeur in 2/4-maatsoort
6. Lasta tundittaessa (wiegenlied uit Noord-Karelië, Fins) in andantino in g mineur in 5/4-maatsoort
7. Vaagn, du min sode kjærlighed (Nieuw Grieks) in andantino in F majeur in 6/8-maatsoort
8. The lily of the vale is sweet (Schotland) in moderato in Es majeur in 2/4-maatsoort
9. Bonnie laddie, Highland laddie (Schotse hooglanden) in allegretto in F majeur in 2/4-maatsoort
10. Auld lang syne (Schotland) in moderato in F majeur in 2/4-maatsoort
11. Ae fond kiss (Schotse hoogland) in andante in Es majeur in 6/8-maatsoort
12. Afton water (Schotland) in andante in F majeur in 3/4-maatsoort

De laatste drie bevatten teksten van Robert Burns